# 死神傻了
《死神傻了》是邱禮濤執導的一套香港電影，是一個環繞以陸永權飾演的漫畫發燒友陸仔的故事，同時也是一套惡搞死神來了系列的電影。謝安琪憑此片獲第五屆金話梅電影選舉「最爛女主角」提名。

## 演員

### 黃家（陸仔創作的故事之角色）
| 演員   | 角色       | 關係/暱稱                                                                                 |
| 謝安琪 | 黃婉珊     | 家姐、老婆 鄭融之姊 許志安之太太 保險經紀 負責何太的個案 關先生同事 勒索鄭詩君 插傷許志安 |
| 鄭 融  | 黃婉珊妹妹 | 妹妹、老婆 黃婉珊妹妹 鄭詩君之太太                                                        |
| 許志安 | 黃婉珊丈夫 | 老公、姐夫 黃婉珊丈夫 鄭融、鄭詩君之姐夫 髮型師 被黃婉珊插傷                              |
| 鄭詩君 | 黃婉珊妹夫 | 老公、肥仔 鄭融之丈夫 黃婉珊妹夫 牙醫 被黃婉珊勒索 被廁所水淹死（原定結局）               |

### AngelinaBaby之婚禮
| 演員   | 角色         | 關係/暱稱 |
| 陳偉霆 | 可 樂        | AngelinaBaby之舊情人 六寶死敵兼情敵 AngelinaBaby、六寶中學同學 芭蕾舞老師 打算在婚禮中自焚 與六寶和Marietta打死元朗（結局）            |
| 周柏豪 | 六 寶        | 六寶 AngelinaBaby之舊情人 可樂死敵兼情敵 AngelinaBaby、可樂中學同學 導遊 打算在婚禮中播放色情影片 與可樂和Marietta打死元朗（原定結局） |
| 趙碩之 | Marietta     | Marietta 小肥之舊情人 整容診所護士 Julia好友 打算在婚禮中向菜肴下肉毒桿菌 與六寶和可樂打死元朗（原定結局）                             |
| 鄭詩君 | 元 朗        | 阿朗 婚禮攝影師 酷愛打麻將 被六寶、可樂和Marietta打死（原定結局）                                                                      |
| 冼色麗 | AngelinaBaby | AngelinaBaby 小肥之太太 六寶、可樂之中學同學兼舊情人                                                                                   |
| 小 肥  | Peter        | 新郎哥、Peter AngelinaBaby丈夫 |

### 黑社會
| 演員   | 角色   | 關係/暱稱                                               |
| 周秀娜 | 方美芳 | 方美芳 過兒哥的女友 援交女 中學生                       |
| 歐陽靖 | 陳振沖 | 陳總編 過兒哥下屬 在卡拉OK被燒死（原定結局）            |
| 邵美琪 | 龍豔陽 | 龍女姐 過兒哥情人 在卡拉OK被燒死（原定結局）            |
| 樊少皇 | 過兒哥 | 過兒哥 龍女姐情人 陳振沖上司 在卡拉OK被燒死（原定結局） |

### 其他角色
| 演員   | 角色         | 關係/暱稱                                                           |
| 陸永權 | 陸有為       | 陸仔 Julia男友 玲玲的小學同學 漫畫發燒友 在卡拉OK被燒死（原定結局） |
| 方皓玟 | Julia        | Julia 陸有為女友 Marietta好友                                       |
| 謝安琪 | 999接綫員    | Madam 999接綫員 接聽陸仔的求助電話                                  |
| 鄭 融  | 胸圍店售貨員 | Marietta逛的胸圍店之售貨員 盧巧音之同事                             |
| 林一峰 | 死 神        | -                                                                   |

### 特別演出
| 演員   | 角色         | 關係/暱稱                                         |
| 泳 兒  | 手機店老闆   | 手機店之老闆                                      |
| 林一峰 | 的士乘客     | 與陸仔同車的乘客                                  |
| 盧巧音 | 胸圍店售貨員 | Marietta逛的胸圍店之售貨員 鄭融之同事             |
| 劉浩龍 | 的士司機     | 陸仔乘搭的的士之司機 與吳浩康發生打鬥（原定結局） |
| 吳浩康 | 搬運工人     | 與劉浩龍發生打鬥（原定結局）                      |
| 田蕊妮 | 何 太        | 何太 黃婉珊客人                                   |
| 陳家樂 | 傷 者        | 被漒水淋到的傷者 被救護車撞死（原定結局）         |
| 麥玲玲 | 玲 玲        | 玲玲 陸仔的小學同學                               |
| 林超榮 | 酒樓老闆     | 與張武孝發生打鬥，並被他打死（原定結局）          |
| 張武孝 | 酒樓食客     | 與林超榮發生打鬥，並打死他（原定結局）            |